# Неогей
Неогей (рос. неогей, англ. Neogäikum, нім. Neogäikum n) — великий тектонічний цикл розвитку Землі тривалістю бл. 1,5 млрд років. Наступний після протогея.
Об'єднує пізній протерозой і фанерозой.